# Nguyễn Nhân Phùng
Nguyễn Nhân Bồng (tiếng Trung: 阮仁逢, 1451 - ?) là một quan đại thần triều Lê sơ, đồng thời là thành viên Tao đàn do Hồng Đức đế làm chủ xướng.

## Tiểu sử
Nguyễn Nhân Bồng (逢), sinh năm Tân Mùi, niên hiệu Thái Hòa thứ 9 (1451), chửa rõ năm mất. Nguyên quán tại hương Kim Đôi, huyện Từ Sơn, châu Vũ Ninh, lộ Bắc Giang (nay là Kim Đôi, Kim Chân, Thành phố Bắc Ninh, tỉnh Bắc Ninh). Tổ tiên ông là Sư Húc giữ chức Cận thị nội kiêm Phụng ngự vào triều Trần.
Gặp khoa thi Kỷ Sửu niên hiệu Quang Thuận thứ 10 (1469), năm ấy lấy đỗ thảy 22 người, ông thụ bậc tiến sĩ. Thấy kẻ học trò không có tên chiết tự thì thật trái với lẽ thường Nho lâm, đích thân Hồng Đức đế đã ban tự cho ông là Trọng Ý (仲意), sau còn đổi thành Xung Xác (充搉). Ông làm quan đến Hàn Lâm viện Thị độc Chưởng Viện sự, kiêm Lễ bộ Hữu thị lang. Hiện chưa khảo được sau khi đậu tiến sĩ ông nhậm chức gì, riêng chức Hàn Lâm viện Thị độc Chưởng Viện sự thì nhậm từ cuối năm Hồng Đức thứ 14 (1483). Năm Hồng Đức thứ 15 (1484), Nguyễn Nhân Bồng lại kiêm Tú Lâm cục Tư huấn, tham gia soạn bia tiến sĩ tại Văn miếu. Lại đến cuối năm Hồng Đức thứ 22 (1491), ông được bổ Hàn Lâm viện Thị độc Chưởng Hàn Lâm viện sự kiêm Lễ bộ Tả thị lang. Năm Hồng Đức thứ 25 (1494), ông được vời vào Tao đàn, đứng thứ 5, trước ông đã có cháu ông là Nguyễn Nhân Bị.
Cứ theo Đại Việt lịch đại tiến sĩ khoa thực lục (quyển A.2040, tờ 17a), Nguyễn Nhân Bồng làm quan đến Hàn Lâm viện Thị độc Chưởng Hàn Lâm viện sự kiêm Lễ bộ Tả thị lang, sau mắc lỗi bị biếm xuống Tế tửu. Lại theo Toàn Việt thi lục của Lê Quý Đôn thì ông là người giỏi thơ Nôm, còn lưu bài Tiêu Tương bát cảnh vịnh trong Hồng Đức quốc âm thi tập làm bằng.

## Tác phẩm
Di tác của Nguyễn Nhân Bồng khá nhiều, nhưng được chép tản mát trong nhiều thư tịch, hiện không thống kê được số lượng và cũng chưa thể tập hợp được hoàn chỉnh.

### Thơ
- Ba thi phẩm họa đáp đức hoàng thượng.
- Quỳnh uyển cửu ca (瓊苑九歌詩集): Đồng tác giả, có 9 bài họa đáp đức hoàng thượng.
- Văn minh cổ xúy[2] (文明鼓吹): Đồng tác giả, có 6 bài họa đáp đức hoàng thượng.
- Cổ kim bách vịnh (古今百詠): Đồng tác giả, hiện đã thất lạc nhưng được chứng thực bởi Đại Việt sử ký toàn thư.
- Thứ vận tống Đàm hiệu thư Văn Lễ Bắc sứ[3] (次韻送覃校書文禮北使): Bài họa đáp đức hoàng thượng năm 1488.
- Phụng họa ngự chế Quan Giá đình trung thu ngoạn nguyệt (奉和御製觀架亭中秋玩月).
- Tiêu Tương bát cảnh vịnh (瀟湘八景詠): Chép trong Hồng Đức quốc âm thi tập.

### Văn
- Sáu bài cẩn ngôn trong Minh lương cẩm tú (明良錦綉詩集) của Hồng Đức đế năm 1471.
- Hồng Đức nhị thập niên Tân Sửu khoa tiến sĩ đề danh ký[4] (洪德十二年辛丑科進士題名記): Bi ký năm 1481.

| 管籥聲中周禮樂，Quản thược thanh trung Châu lễ nhạc, 漢文明衣冠會上。Y quan hội thượng Hán văn minh. | Trong tiếng đàn sáo vang lừng như lễ nhạc nhà Châu, Các quan chỉnh tề mũ áo tựa văn minh nhà Hán. | Trong tiếng sáo đàn Châu lễ nhạc, Trên thềm áo mão Hán văn minh. |

## Gia thế
Dòng họ Nguyễn Nhân đương thời đã rất phú quý, có nhiều người hiển đạt, đến mức được Hồng Đức đế ban khen mỹ tự vàng: "Kim Đôi gia thế chu tử mãn triều" (金堆家世硃紫滿朝). Nguyễn Nhân Bồng thuộc nhánh thứ, riêng ông có trưởng nam Nguyễn Đạo Diễn đồng đỗ tiến sĩ khoa Bính Thìn niên hiệu Hồng Đức thứ 27 (1496), làm quan đến chức Hiến sát sứ.